# Huitième district congressionnel de Géorgie
Le 8e district congressionnel de Géorgie est un district de l'État américain de Géorgie. Le district est actuellement représenté par le Républicain Austin Scott. 
Le district est situé dans le centre et le centre-sud de la Géorgie et s'étend du centre géographique de l'État à la frontière de la Floride. Le district comprend les villes de Perry, Cordele, Tifton, Moultrie, Valdosta et des parties de Macon,.

## Géographie
| #   | Comté      | Siège          | Population |
| --- | ---------- | -------------- | ---------- |
| 3   | Atkinson   | Pearson        | 8293       |
| 9   | Baldwin    | Milledgeville  | 43 396     |
| 17  | Ben Hill   | Fitzgerald     | 17 128     |
| 19  | Berrien    | Nashville      | 18 570     |
| 21  | Bibb       | Macon          | 156 512    |
| 23  | Bleckley   | Cochran        | 12 465     |
| 27  | Brooks     | Quitman        | 16 245     |
| 65  | Clinch     | Homerville     | 6746       |
| 69  | Coffee     | Douglas        | 43 317     |
| 71  | Colquitt   | Moultrie       | 46 167     |
| 75  | Cook       | Adel           | 17 714     |
| 81  | Crisp      | Cordele        | 19 631     |
| 91  | Dodge      | Eastman        | 19 776     |
| 101 | Echols     | Statenville    | 3709       |
| 153 | Houston    | Perry          | 171 974    |
| 155 | Irwin      | Ocilla         | 9120       |
| 161 | Jeff Davis | Hazlehurst     | 14 906     |
| 169 | Jones      | Gray           | 28 969     |
| 173 | Lanier     | Lakeland       | 10 452     |
| 185 | Lowndes    | Valdosta       | 120 712    |
| 207 | Monroe     | Forsyth        | 30 625     |
| 235 | Pulaski    | Hawkinsville   | 10 095     |
| 271 | Telfair    | McRae-Helena   | 10 920     |
| 277 | Tift       | Tifton         | 41 554     |
| 287 | Turner     | Ashburn        | 8909       |
| 289 | Twiggs     | Jeffersonville | 7691       |
| 315 | Wilcox     | Abbeville      | 8779       |
| 319 | Wilkinson  | Irwinton       | 8725       |
| 321 | Worth      | Sylvester      | 20 273     |

### Villes de 10 000 habitants ou plus
- Macon - 156 337
- Warner Robins - 80 308
- Valdosta - 55 378
- Perry - 20 624
- Milledgeville - 17 070
- Tifton - 17 045
- Moultrie - 14 638
- Douglas - 11 722
- Cordele - 10 220

### 2 500 à 10 000 habitants
- Fitzgerald - 9 006
- Bemiss - 8 999
- Nashville - 7 371
- McRae-Helena - 6 253
- Eastman - 5 658
- Sylvester - 5 644
- Adel - 5 571
- Cochran - 5 026
- Forsyth - 4 384
- Ashburn - 4 291
- Hazlehurst - 4 088
- Quitman - 4 064
- Hawkinsville - 3 980
- Hardwick - 3 930
- Ocilla - 3 498
- Gray - 3 436
- Hahira - 3 384
- Nicholls - 3 147
- Lakeland - 2 875
- Abbeville - 2 685

## Historique de vote
| Année | Poste      | Résultats              |
| ----- | ---------- | ---------------------- |
| 2000  | Président  | Bush 58,0 % - 42,0 %   |
| 2004  | Président  | Bush 61,0 % - 39,0 %   |
| 2008  | Président  | McCain 61,6 % - 37,8 % |
| 2012  | Président  | Romney 61,6 % - 37,5 % |
| 2016  | Président  | Trump 63,3 % - 34,4 %  |
| 2018  | Gouverneur | Kemp 64,1 % - 35,2 %   |
| 2020  | Président  | Trump 62,0 % - 37,0 %  |

## Liste des Représentants du district
| Membre                     | Parti       | Années                              | Congrès     | Histoire électorale | Zone géographique          |
| -------------------------- | ----------- | ----------------------------------- | ----------- | --- | -------------------------- |
| District établit en 1845   |             |                                     |             | |                            |
| Robert Toombs              | Whig        | 4 mars 1845 - 3 mars 1853           | 29e - 32e   | Élu en 1844. Réélu en 1846. Réélu en 1848. Réélu en 1851                                                                                           |                            |
| Alexander Stephens         | Whig        | 4 mars 1853 - 3 mars 1855           | 33e - 35e   | Redécoupage depuis le 7e district et réélu en 1853. Réélu en 1855. Réélu en 1857.                                                                  |                            |
| Alexander Stephens         | Démocrate   | 4 mars 1855 - 3 mars 1859           | 33e - 35e   | Redécoupage depuis le 7e district et réélu en 1853. Réélu en 1855. Réélu en 1857.                                                                  |                            |
| John J. Jones (en)         | Démocrate   | 4 mars 1859 - 23 janvier 1861       | 36e         | Élu en 1859. Retrait. |                            |
| Vacant                     | Vacant      | 23 janvier 1861 - 3 mars 1867       | 36e - 39e   | Guerre de Sécession et Reconstruction |                            |
| District supprimé en 1867. |             |                                     |             | |                            |
| District rétablit en 1873. |             |                                     |             | |                            |
| Vacant                     | Vacant      | 4 mars 1873 - 1er décembre 1873     | 43e         | Le Représentant-élu Ambrose R. Wright décède avant d'être intronisé.                                                                               |                            |
| Alexander Stephens         | Démocrate   | 1er décembre 1873 - 4 novembre 1882 | 43e - 47e   | Élu pour terminer le mandat de Wright. Réélu en 1874. Réélu en 1876. Réélu en 1878. Réélu en 1880. Démissionne pour devenir Gouverneur de Géorgie. |                            |
| Vacant                     | Vacant      | 4 novembre 1882 - 4 décembre 1882   | 47e         | |                            |
| Seaborn Reese (en)         | Démocrate   | 4 décembre 1882 - 3 mars 1887       | 47e - 49e   | Élu pour terminer le mandat de Stephens. Réélu en 1882. Réélu en 1884.                                                                             |                            |
| Henry H. Carlton (en)      | Démocrate   | 4 mars 1887 - 3 mars 1891           | 50e - 51e   | Élu en 1886. Réélu en 1888. |                            |
| Thomas G. Lawson (en)      | Démocrate   | 4 mars 1891 - 3 mars 1891           | 52e - 54e   | Élu en 1890. Réélu en 1892. Réélu en 1894. |                            |
| William M. Howard (en)     | Démocrate   | 4 mars 1897 - 3 mars 1911           | 55e - 61e   | Élu en 1896. Réélu en 1898. Réélu en 1900. Réélu en 1902. Réélu en 1904. Réélu en 1906. Réélu en 1908. perd sa renomination.                       |                            |
| Samuel J. Tribble (en)     | Démocrate   | 4 mars 1911 - 8 décembre 1916       | 62e - 64e   | Élu en 1910. Réélu en 1912. Réélu en 1914. Réélu en 1916. Décès.                                                                                   |                            |
| Vacant                     | Vacant      | 8 décembre 1916 - 11 janvier 1917   | 64e         | |                            |
| Tinsley W. Rucker Jr. (en) | Démocrate   | 11 janvier 1917 - 3 mars 1917       | 64e         | Élu pour terminer le mandat de Tribble. Retrait.                                                                                                   |                            |
| Charles H. Brand (en)      | Démocrate   | 4 mars 1917 - 3 mars 1933           | 65e - 72e   | Élu en 1916. Réélu en 1918. Réélu en 1920. Réélu en 1922. Réélu en 1924. Réélu en 1926. Réélu en 1928. Réélu en 1930.                              |                            |
| Braswell Deen              | Démocrate   | 4 mars 1933 - 3 janvier 1939        | 73e - 75e   | Élu en 1932. Réélu en 1934. Réélu en 1936. |                            |
| W. Benjamin Gibbs (en)     | Démocrate   | 3 janvier 1939 - 7 août 1940        | 76e         | Élu en 1938. Décès. |                            |
| Vacant                     | Vacant      | 7 août 1940 - 1er octobre 1940      | 76e         | |                            |
| Florence R. Gibbs (en)     | Démocrate   | 1er octobre 1940 - 3 janvier 1941   | 76e         | Élue pour terminer le mandat de son mari. |                            |
| John S. Gibson (en)        | Démocrate   | 3 janvier 1941 - 3 janvier 1947     | 77e - 79e   | Élu en 1940. Réélu en 1942. Réélu en 1944. |                            |
| William M. Wheeler (en)    | Démocrate   | 3 janvier 1947 - 3 janvier 1955     | 80e - 83e   | Élu en 1946. Réélu en 1948. Réélu en 1950. Réélu en 1952.                                                                                          |                            |
| Iris F. Blitch (en)        | Démocrate   | 3 janvier 1955 - 3 janvier 1963     | 84e - 87e   | Élue en 1954. Réélue en 1956. Réélue en 1958. Réélue en 1960.                                                                                      |                            |
| J. Russell Tuten (en)      | Démocrate   | 3 janvier 1963 - 3 janvier 1967     | 88e , 89e   | Élu en 1962. Réélu en 1964. |                            |
| W. S. Stuckey Jr. (en)     | Démocrate   | 3 janvier 1967 - 3 janvier 1977     | 90e - 94e   | Élu en 1966. Réélu en 1968. Réélu en 1970. Réélu en 1972 Réélu en 1974.                                                                            |                            |
| Billy Lee Evans (en)       | Démocrate   | 3 janvier 1977 - 3 janvier 1983     | 95e - 97e   | Élu en 1976. Réélu en 1978. Réélu en 1980. |                            |
| J. Roy Rowland (en)        | Démocrate   | 3 janvier 1983 - 3 janvier 1995     | 98e - 103e  | Élu en 1982. Réélu en 1984. Réélu en 1986. Réélu en 1988. Réélu en 1990. Réélu en 1992.                                                            |                            |
| Saxby Chambliss            | Républicain | 3 janvier 1995 - 3 janvier 2003     | 104e - 107e | Élu en 1994. Réélu en 1996. Réélu en 1998. Réélu en 2000. Retrait pour se présenter comme Sénateur des États-Unis.                                 |                            |
| Mac Collins (en)           | Républicain | 3 janvier 2003 - 3 janvier 2005     | 108e        | Redécoupage depuis le 3e district et réélu en 2002. Retrait pour se présenter comme Sénateur des États-Unis.                                       | 2003–2007                  |
| Lynn Westmoreland          | Républicain | 3 janvier 2005 - 3 janvier 2007     | 109e        | Élu en 2004. Redécoupage vers le 3e district. | 2003–2007                  |
| Jim Marshall (en)          | Démocrate   | 3 janvier 2007 - 3 janvier 2011     | 110e , 111e | Redécoupage depuis le 3e district et réélu en 2006. Réélu en 2008. perd sa réélection.                                                             | 2007–2013                  |
| Austin Scott               | Républicain | 3 janvier 2011 - Présent            | 112e - 118e | Élu en 2010. Réélu en 2012. Réélu en 2014. Réélu en 2016. Réélu en 2018. Réélu en 2020. Réélu en 2022.                                             | 2007–2013                  |
| Austin Scott               | Républicain | 3 janvier 2011 - Présent            | 112e - 118e | Élu en 2010. Réélu en 2012. Réélu en 2014. Réélu en 2016. Réélu en 2018. Réélu en 2020. Réélu en 2022.                                             | 2013–Présent 2023–en cours |

## Résultats des récentes élections
Voici les résultats des dix précédents cycles électoraux dans le district.

### 2004
| Élection de 2004 du 8e district congressionnel de Géorgie | Élection de 2004 du 8e district congressionnel de Géorgie | Élection de 2004 du 8e district congressionnel de Géorgie | Élection de 2004 du 8e district congressionnel de Géorgie | Élection de 2004 du 8e district congressionnel de Géorgie |
| --------------------------------------------------------- | --------------------------------------------------------- | --------------------------------------------------------- | --------------------------------------------------------- | --------------------------------------------------------- |
| Parti                                                     | Parti                                                     | Candidat                                                  | Votes                                                     | %                                                         |
|                                                           | Républicain                                               | Lynn Westmoreland                                         | 227 524                                                   | 75,55                                                     |
|                                                           | Démocrate                                                 | Silvia Delamar                                            | 73 632                                                    | 24,45                                                     |
| Total des votes                                           | Total des votes                                           | Total des votes                                           | 301 156                                                   | 100 %                                                     |
|                                                           | Les Républicains conservent                               |                                                           |                                                           |                                                           |

### 2006
| Élection de 2006 du 8e district congressionnel de Géorgie | Élection de 2006 du 8e district congressionnel de Géorgie | Élection de 2006 du 8e district congressionnel de Géorgie | Élection de 2006 du 8e district congressionnel de Géorgie | Élection de 2006 du 8e district congressionnel de Géorgie |
| --------------------------------------------------------- | --------------------------------------------------------- | --------------------------------------------------------- | --------------------------------------------------------- | --------------------------------------------------------- |
| Parti                                                     | Parti                                                     | Candidat                                                  | Votes                                                     | %                                                         |
|                                                           | Démocrate                                                 | Jim Marshall (en) (sortant)                               | 80 660                                                    | 50,55                                                     |
|                                                           | Républicain                                               | Mac Collins (en)                                          | 78 908                                                    | 49,45                                                     |
| Total des votes                                           | Total des votes                                           | Total des votes                                           | 159 568                                                   | 100 %                                                     |
|                                                           | Les Démocrates prennent aux Républicains                  |                                                           |                                                           |                                                           |

### 2008
| Élection de 2006 du 8e district congressionnel de Géorgie | Élection de 2006 du 8e district congressionnel de Géorgie | Élection de 2006 du 8e district congressionnel de Géorgie | Élection de 2006 du 8e district congressionnel de Géorgie | Élection de 2006 du 8e district congressionnel de Géorgie |
| --------------------------------------------------------- | --------------------------------------------------------- | --------------------------------------------------------- | --------------------------------------------------------- | --------------------------------------------------------- |
| Parti                                                     | Parti                                                     | Candidat                                                  | Votes                                                     | %                                                         |
|                                                           | Démocrate                                                 | Jim Marshall (en) (sortant)                               | 157 241                                                   | 57,24                                                     |
|                                                           | Républicain                                               | Rick Goddard                                              | 117 446                                                   | 42,76                                                     |
| Total des votes                                           | Total des votes                                           | Total des votes                                           | 274 687                                                   | 100 %                                                     |
|                                                           | Les Démocrates conservent                                 |                                                           |                                                           |                                                           |

### 2010
| Élection de 2010 du 8e district congressionnel de Géorgie | Élection de 2010 du 8e district congressionnel de Géorgie | Élection de 2010 du 8e district congressionnel de Géorgie | Élection de 2010 du 8e district congressionnel de Géorgie | Élection de 2010 du 8e district congressionnel de Géorgie |
| --------------------------------------------------------- | --------------------------------------------------------- | --------------------------------------------------------- | --------------------------------------------------------- | --------------------------------------------------------- |
| Parti                                                     | Parti                                                     | Candidat                                                  | Votes                                                     | %                                                         |
|                                                           | Républicain                                               | Austin Scott                                              | 102 770                                                   | 52,70                                                     |
|                                                           | Démocrate                                                 | Jim Marshall (en) (sortant)                               | 92 250                                                    | 47,30                                                     |
| Total des votes                                           | Total des votes                                           | Total des votes                                           | 195 020                                                   | 100 %                                                     |
|                                                           | Les Républicains prennent aux Démocrates                  |                                                           |                                                           |                                                           |

### 2012
| Élection de 2012 du 8e district congressionnel de Géorgie | Élection de 2012 du 8e district congressionnel de Géorgie | Élection de 2012 du 8e district congressionnel de Géorgie | Élection de 2012 du 8e district congressionnel de Géorgie | Élection de 2012 du 8e district congressionnel de Géorgie |
| --------------------------------------------------------- | --------------------------------------------------------- | --------------------------------------------------------- | --------------------------------------------------------- | --------------------------------------------------------- |
| Parti                                                     | Parti                                                     | Candidat                                                  | Votes                                                     | %                                                         |
|                                                           | Républicain                                               | Austin Scott (sortant)                                    | 197 789                                                   | 100                                                       |
| Total des votes                                           | Total des votes                                           | Total des votes                                           | 197 789                                                   | 100 %                                                     |
|                                                           | Les Républicains conservent                               |                                                           |                                                           |                                                           |

### 2014
| Élection de 2014 du 8e district congressionnel de Géorgie | Élection de 2014 du 8e district congressionnel de Géorgie | Élection de 2014 du 8e district congressionnel de Géorgie | Élection de 2014 du 8e district congressionnel de Géorgie | Élection de 2014 du 8e district congressionnel de Géorgie |
| --------------------------------------------------------- | --------------------------------------------------------- | --------------------------------------------------------- | --------------------------------------------------------- | --------------------------------------------------------- |
| Parti                                                     | Parti                                                     | Candidat                                                  | Votes                                                     | %                                                         |
|                                                           | Républicain                                               | Austin Scott (sortant)                                    | 129 938                                                   | 100 %                                                     |
|                                                           | Les Républicains conservent                               |                                                           |                                                           |                                                           |

### 2016
| Élection de 2016 du 8e district congressionnel de Géorgie | Élection de 2016 du 8e district congressionnel de Géorgie | Élection de 2016 du 8e district congressionnel de Géorgie | Élection de 2016 du 8e district congressionnel de Géorgie | Élection de 2016 du 8e district congressionnel de Géorgie |
| --------------------------------------------------------- | --------------------------------------------------------- | --------------------------------------------------------- | --------------------------------------------------------- | --------------------------------------------------------- |
| Parti                                                     | Parti                                                     | Candidat                                                  | Votes                                                     | %                                                         |
|                                                           | Républicain                                               | Austin Scott (sortant)                                    | 173 983                                                   | 67,64                                                     |
|                                                           | Démocrate                                                 | James Harris                                              | 83 225                                                    | 32,36                                                     |
| Total des votes                                           | Total des votes                                           | Total des votes                                           | 257 208                                                   | 100 %                                                     |
|                                                           | Les Républicains conservent                               |                                                           |                                                           |                                                           |

### 2018
| Élection de 2018 du 8e district congressionnel de Géorgie | Élection de 2018 du 8e district congressionnel de Géorgie | Élection de 2018 du 8e district congressionnel de Géorgie | Élection de 2018 du 8e district congressionnel de Géorgie | Élection de 2018 du 8e district congressionnel de Géorgie |
| --------------------------------------------------------- | --------------------------------------------------------- | --------------------------------------------------------- | --------------------------------------------------------- | --------------------------------------------------------- |
| Parti                                                     | Parti                                                     | Candidat                                                  | Votes                                                     | %                                                         |
|                                                           | Républicain                                               | Austin Scott (sortant)                                    | 197 401                                                   | 100 %                                                     |
|                                                           | Les Républicains conservent                               |                                                           |                                                           |                                                           |

### 2020
| Élection de 2020 du 8e district congressionnel de Géorgie | Élection de 2020 du 8e district congressionnel de Géorgie | Élection de 2020 du 8e district congressionnel de Géorgie | Élection de 2020 du 8e district congressionnel de Géorgie | Élection de 2020 du 8e district congressionnel de Géorgie |
| --------------------------------------------------------- | --------------------------------------------------------- | --------------------------------------------------------- | --------------------------------------------------------- | --------------------------------------------------------- |
| Parti                                                     | Parti                                                     | Candidat                                                  | Votes                                                     | %                                                         |
|                                                           | Républicain                                               | Austin Scott (sortant)                                    | 198 701                                                   | 64,05                                                     |
|                                                           | Démocrate                                                 | Lindsay « Doc » Holliday                                  | 109 264                                                   | 35,05                                                     |
| Total des votes                                           | Total des votes                                           | Total des votes                                           | 307 965                                                   | 100 %                                                     |
|                                                           | Les Républicains conservent                               |                                                           |                                                           |                                                           |

### 2022
| Primaire Républicaine de 2022 du 8e district congressionnel de Géorgie | Primaire Républicaine de 2022 du 8e district congressionnel de Géorgie | Primaire Républicaine de 2022 du 8e district congressionnel de Géorgie | Primaire Républicaine de 2022 du 8e district congressionnel de Géorgie | Primaire Républicaine de 2022 du 8e district congressionnel de Géorgie |
| ---------------------------------------------------------------------- | ---------------------------------------------------------------------- | ---------------------------------------------------------------------- | ---------------------------------------------------------------------- | ---------------------------------------------------------------------- |
| Parti                                                                  | Parti                                                                  | Candidat                                                               | Votes                                                                  | %                                                                      |
|                                                                        | Républicain                                                            | Austin Scott (sortant)                                                 | 90 426                                                                 | 100                                                                    |

| Primaire Démocrate de 2022 du 8e district congressionnel de Géorgie | Primaire Démocrate de 2022 du 8e district congressionnel de Géorgie | Primaire Démocrate de 2022 du 8e district congressionnel de Géorgie | Primaire Démocrate de 2022 du 8e district congressionnel de Géorgie | Primaire Démocrate de 2022 du 8e district congressionnel de Géorgie |
| ------------------------------------------------------------------- | ------------------------------------------------------------------- | ------------------------------------------------------------------- | ------------------------------------------------------------------- | ------------------------------------------------------------------- |
| Parti                                                               | Parti                                                               | Candidat                                                            | Votes                                                               | %                                                                   |
|                                                                     | Démocrate                                                           | Darrius Butler                                                      | 30 655                                                              | 100                                                                 |

| Élection de 2022 du 8e district congressionnel de Géorgie | Élection de 2022 du 8e district congressionnel de Géorgie | Élection de 2022 du 8e district congressionnel de Géorgie | Élection de 2022 du 8e district congressionnel de Géorgie | Élection de 2022 du 8e district congressionnel de Géorgie |
| --------------------------------------------------------- | --------------------------------------------------------- | --------------------------------------------------------- | --------------------------------------------------------- | --------------------------------------------------------- |
| Parti                                                     | Parti                                                     | Candidat                                                  | Votes                                                     | %                                                         |
|                                                           | Républicain                                               | Austin Scott (sortant)                                    | 178 700                                                   | 68,58                                                     |
|                                                           | Démocrate                                                 | Darrius Butler                                            | 81 886                                                    | 31,42                                                     |
| Total des votes                                           | Total des votes                                           | Total des votes                                           | 260 586                                                   | 100 %                                                     |
|                                                           | Les Républicains conservent                               |                                                           |                                                           |                                                           |

### 2024
| Primaire Républicaine de 2024 du 8e district congressionnel de Géorgie | Primaire Républicaine de 2024 du 8e district congressionnel de Géorgie | Primaire Républicaine de 2024 du 8e district congressionnel de Géorgie | Primaire Républicaine de 2024 du 8e district congressionnel de Géorgie | Primaire Républicaine de 2024 du 8e district congressionnel de Géorgie |
| ---------------------------------------------------------------------- | ---------------------------------------------------------------------- | ---------------------------------------------------------------------- | ---------------------------------------------------------------------- | ---------------------------------------------------------------------- |
| Parti                                                                  | Parti                                                                  | Candidat                                                               | Votes                                                                  | %                                                                      |
|                                                                        | Républicain                                                            | Austin Scott (sortant)                                                 | 59 537                                                                 | 100%                                                                   |

| Primaire Démocrate de 2024 du 8e district congressionnel de Géorgie | Primaire Démocrate de 2024 du 8e district congressionnel de Géorgie | Primaire Démocrate de 2024 du 8e district congressionnel de Géorgie | Primaire Démocrate de 2024 du 8e district congressionnel de Géorgie | Primaire Démocrate de 2024 du 8e district congressionnel de Géorgie |
| ------------------------------------------------------------------- | ------------------------------------------------------------------- | ------------------------------------------------------------------- | ------------------------------------------------------------------- | ------------------------------------------------------------------- |
| Parti                                                               | Parti                                                               | Candidat                                                            | Votes                                                               | %                                                                   |
|                                                                     | Démocrate                                                           | Darrius Butler                                                      | 15 755                                                              | 71,6                                                                |
|                                                                     | Démocrate                                                           | Vinson Watkins                                                      | 6236                                                                | 28,4                                                                |

| Élection de 2024 du 8e district congressionnel de Géorgie | Élection de 2024 du 8e district congressionnel de Géorgie | Élection de 2024 du 8e district congressionnel de Géorgie | Élection de 2024 du 8e district congressionnel de Géorgie | Élection de 2024 du 8e district congressionnel de Géorgie |
| --------------------------------------------------------- | --------------------------------------------------------- | --------------------------------------------------------- | --------------------------------------------------------- | --------------------------------------------------------- |
| Parti                                                     | Parti                                                     | Candidat                                                  | Votes                                                     | %                                                         |
|                                                           | Républicain                                               | Austin Scott (sortant)                                    | 231 547                                                   | 68,9                                                      |
|                                                           | Démocrate                                                 | Darrius Butler                                            | 104 434                                                   | 31,1                                                      |
| Total des votes                                           | Total des votes                                           | Total des votes                                           | 335 981                                                   | 100 %                                                     |
|                                                           | Les Républicains conservent                               |                                                           |                                                           |                                                           |